# Ordonnance du 22 juillet 1834
Pour un article plus général, voir Algérie française.
L'ordonnance du 22 juillet 1834, « relative au commandement général et à la haute administration des possessions françaises dans le nord de l'Afrique », est une ordonnance prise le 22 juillet 1834 par le roi des Français, Louis-Philippe.
L'ordonnance tient une place importante dans l'histoire de l'Algérie puisqu'à la suite d'un arrêt de la cour impériale d’Alger du 24 février 1862, décision confirmée par la Cour de cassation le 15 février 1864,  elle a été interprétée comme l'acte d'annexion du pays par la France,[source insuffisante].
L' « ancienne régence d'Alger » y est déclarée « possession française » et est placée sous le régime législatif des ordonnances royales. Elle crée la fonction de gouverneur général de l'Algérie auquel elle confie le commandement et la haute administration.

## Élaboration
L'ordonnance est préparée par le maréchal Étienne-Maurice, comte Gérard, président du Conseil et ministre secrétaire d'État de la Guerre.

## Portée
L'ordonnance du 22 juillet 1834 est connue comme l'« ordonnance d'annexion », ou l'« acte d'annexion », car, à l'époque coloniale, la doctrine s'accordait pour considérer qu'elle avait prononcé l'annexion de l'Algérie par la France.

## Discussion
En 1959, François Luchaire note que la doctrine « considère traditionnellement que l'Algérie a été annexée [par la France] par l'ordonnance du 22 juillet 1822 ». Une telle interprétation de l'ordonnance se trouve dès 1882 dans le Répertoire de Léon Béquet, dès 1903 dans le Traité élémentaire d'Émile Larcher, dès 1936 dans le Précis de Louis Rolland et Pierre Lampué.
Au XIXe siècle, des auteurs — au nombre desquels figurent Aubry et Rau — retiennent, comme acte d'annexion, l'ordonnance du 10 août 1834.
Il est à noter que, dans Qu'est-ce qu'un Français ? (2002) et des publications ultérieures, Patrick Weil retient, comme acte d'annexion, une autre ordonnance, datée du 24 février 1834.